# فایرلاند (مریلند)
فایرلاند (به انگلیسی: Fairland) شهری در ایالت مریلند کشور ایالات متحده آمریکا است که جمعیت آن در سرشماری سال ۲۰۱۰ میلادی، ۲۳٬۶۸۱ نفر بوده‌است.